# Portret Giovanny Tornabuoni

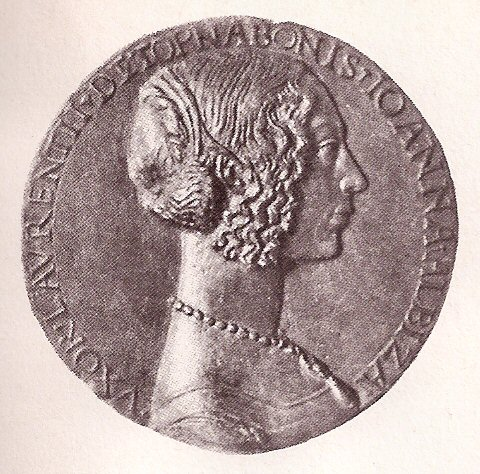
Awers medalu z wizerunkiem Giovanny Tornabuoni

Portret Giovanny Tornabuoni – obraz włoskiego malarza Domenica Ghirlandaia, namalowany w latach 1489–1490. Wystawiany na stałe w Muzeum Thyssen-Bornemisza w Madrycie.

## Opis obrazu
Obraz przedstawia florencką arystokratkę Giovannę degli Albizzi Tornabuoni w charakterystycznym ujęciu profilowym, ze złożonymi rękoma. W tle umieszczone są przedmioty symbolizujące gusta i charakter portretowanej: brosza ze smokiem, dwiema perłami i rubinem tworząca parę z naszyjnikiem, a także różaniec i modlitewnik.
Tekst na wstędze (tzw. cartellino) po prawej stronie głosi:
Ars utinam mores animum que effingere posses, Pulchrior in terris nulla tabella foret.
czyli:
O sztuko, gdybyś mogła wyrazić również duszę i usposobienie, nie byłoby w świecie piękniejszego obrazu.

## Data powstania obrazu
Giovanna Tornabuoni została także sportretowana przez Domenica Ghirlandaia na fresku w kościele Santa Maria Novella we Florencji. Według Jana Lautsa portret powstał wcześniej i stanowił model dla fresku. John Pope Hennessy uważa z kolei, że obraz powstał po namalowaniu fresku i jest portretem pośmiertnym, zaś data pod spodem wstęgi – 1488 – jest datą śmierci portretowanej. Muzeum Thyssen-Bornemisza w swoich materiałach jako datę powstania obrazu podaje lata 1489–90.

## Giovanna degli Albizzi Tornabuoni
Bohaterka portretu urodziła się 18 grudnia 1468 roku we Florencji, w rodzinie Albizzi. 15 czerwca 1486 roku poślubiła Lorenza Tornabuoniego. Zmarła tamże 7 października 1488 w trakcie porodu.
Jej tożsamość na portrecie została ustalona dzięki medalowi wybitemu prawdopodobnie z okazji ślubu przez Niccolò Fiorentina.
Na awersie medalu przedstawione jest popiersie kobiety z identyczną fryzurą oraz naszyjnikiem. Na obrzeżu medalu znajduje się napis: 
VXOR LAVRENTII DE TORNABONIS IOANNA ALBIZA
Żona Lorenzo Tornabuoni Giovanna Albizzi
Na rewersie przedstawione są Trzy Gracje oraz napis:
CASTITAS PVLCHRITVDO AMOR
Czystość, Piękno, Miłość

## W literaturze
Obraz jest wspomniany w książce Waldemara Łysiaka MW.